# Котовець (річка)
Котове́ць — річка в Україні, в межах Глибоцького району Чернівецької області. Ліва притока Серету (басейн Дунаю).

## Опис
Довжина 18 км, площа водозбірного басейну 71 км². Похил річки 2,3 м/км. Долина у верхів'ях порівняно вузька і глибока, нижче поступово розширюється, у пригирловій частині річка тече долиною Серету. Річище слабозвивисте. Навесні, коли відбувається інтенсивне танення снігів, і влітку внаслідок сильних дощів річка може призвести до затоплення долини. Якщо в нормальному стані Котовець має ширину 2—3 м і глибину від 0,5 до 1 м, то в період танення снігу і проливних дощів, його ширина збільшується до 25—50 м, а глибина — до 2 м. Споруджено кілька озер і ставків для накопичення води та зниження загрози повеней (останній паводок відбувся на річці Котовець у селі Опришени в 2010 році із значною шкодою для житлових будинків та прибережних господарств). Через малу кількість води Котовець не є судноплавною річкою.

## Розташування
Котовець бере початок на північний схід від села Червона Діброва, між залісненими пагорбами Чернівецької височини. Тече переважно на південь, а від початку села Опришени — на південний схід. Впадає до Серету на південний захід від села Стерче.
Над річкою розташовані села: Михайлівка, Димка, Опришени.